# Goranec (Zágráb)
Goranec település Horvátországban, Zágráb főváros Szeszvete városnegyedében. Közigazgatásilag a fővároshoz tartozik.

## Fekvése
Zágráb városközpontjától légvonalban 12, közúton 20 km-re északkeletre, a Medvednica-hegység keleti részének déli lejtőin, a Goranec-patak mentén fekszik.

## Története
A település a 18. század végén, vagy a 19. század elején keletkezett. Az első katonai felmérés térképén még nem ábrázolták. A második katonai felmérés térképén „Goranci” néven található. Lipszky János 1808-ban Budán kiadott repertóriumában „Gorachi” néven szerepel. Nagy Lajos 1829-ben kiadott művében „Gorachi” néven 93 házzal, 429 katolikus vallású lakossal találjuk.
A településnek 1857-ben 448, 1910-ben 547 lakosa volt. Zágráb vármegye Zágrábi járásához tartozott. 1941 és 1945 között a Független Horvát Állam része volt, majd a szocialista Jugoszlávia fennhatósága alá került. 1991-től a független Horvátország része. 1991-ben lakosságának 96%-a horvát nemzetiségű volt. A településnek 2011-ben 449 lakosa volt.

## Népessége
| Lakosság változása | Lakosság változása | Lakosság változása | Lakosság változása | Lakosság változása | Lakosság változása | Lakosság változása | Lakosság változása | Lakosság változása | Lakosság változása | Lakosság változása | Lakosság változása | Lakosság változása | Lakosság változása | Lakosság változása | Lakosság változása |
| ------------------ | ------------------ | ------------------ | ------------------ | ------------------ | ------------------ | ------------------ | ------------------ | ------------------ | ------------------ | ------------------ | ------------------ | ------------------ | ------------------ | ------------------ | ------------------ |
| 1857               | 1869               | 1880               | 1890               | 1900               | 1910               | 1921               | 1931               | 1948               | 1953               | 1961               | 1971               | 1981               | 1991               | 2001               | 2011               |
| 448                | 485                | 533                | 556                | 622                | 547                | 500                | 532                | 390                | 473                | 421                | 359                | 341                | 384                | 412                | 449                |

## Nevezetességei
Szent Kereszt kápolna